# Bror (namn)

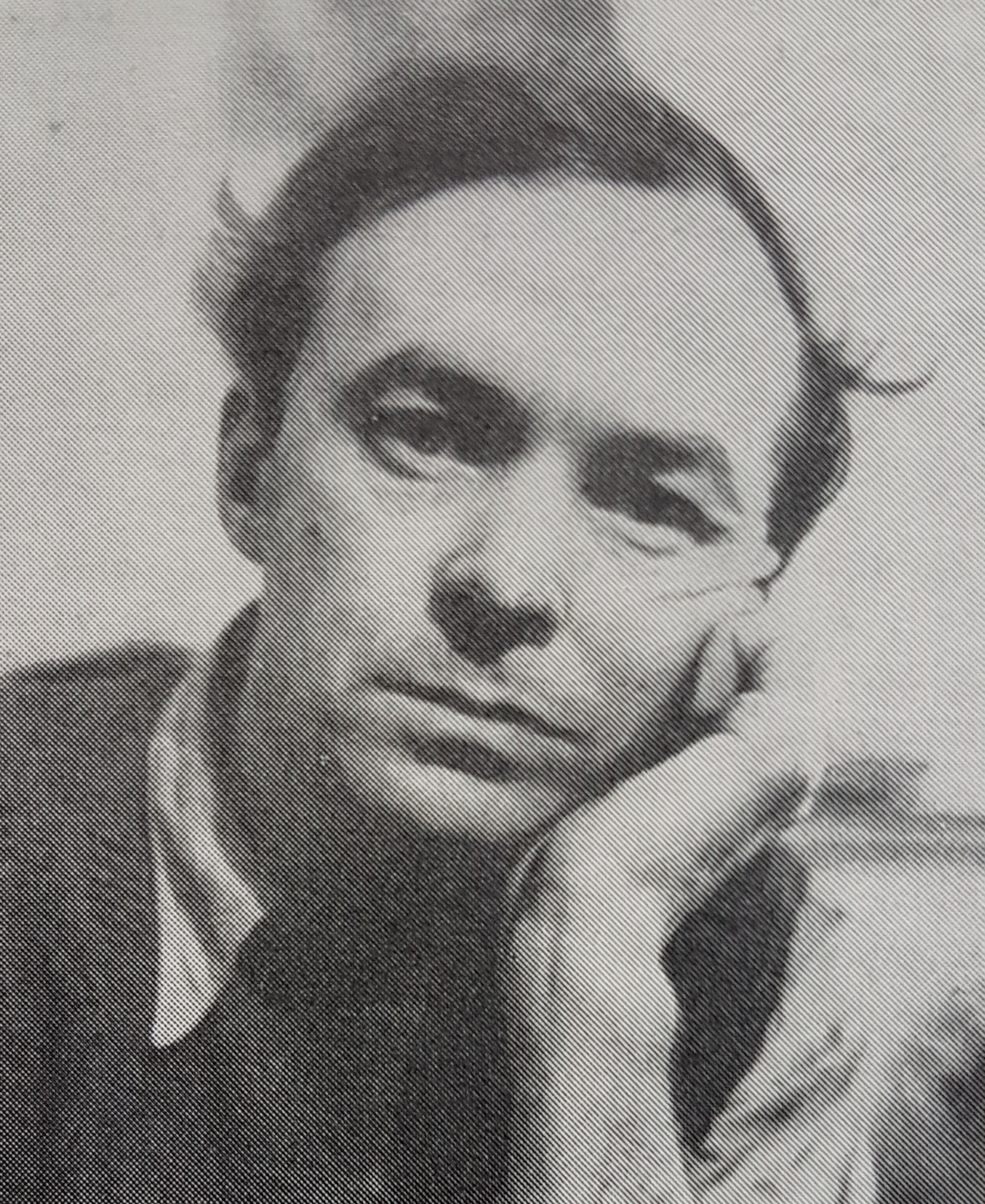
Bror Marklund.

Mansnamnet Bror är ett nordiskt namn som helt enkelt betyder 'broder'. Namnet förekom redan på runstenar i formen Brodhir. Formen Bror är känd sedan år 1536.
Bror var i äldre tider ett namn som aldrig gavs till den förste sonen. Först på 1800-talet började man bortse från namnets egentliga betydelse.
Bror var ett väldigt vanligt namn de första årtiondena av 1900-talet. De senaste decennierna har endast enstaka pojkar i varje årskull fått namnet som tilltalsnamn. Den 31 december 2019 fanns det totalt 16 705 personer i Sverige med namnet, varav 4 609 med det som tilltalsnamn. År 2014 fick 22 pojkar namnet som tilltalsnamn.
Namnsdag: 5 oktober i Sverige. I den finlandssvenska namnsdagslängden har Bror namnsdag 9 januari sedan 1929, då en egen namnsdagskalender togs i bruk för finlandssvenskar.

## Personer med namnet Bror
- Bror Beckman, kompositör
- Bror Fock, friidrottare
- Bror Hasselrot, statsråd, landshövding i Örebro Län
- Bror Hellström, friidrottare
- Bror Hillgren, författare
- Bror Hjorth, konstnär
- Bror Marklund, skulptör
- Bror Mellberg, fotbollsspelare
- Bror Rexed, professor och generaldirektör
- Bror Samuelson, kördirigent, organist, tonsättare
- Bror Stefenson, amiral
- Lille Bror Söderlundh, tonsättare och vissångare
- Bror Zachrisson, forskare, rektor och bokkonstnär
- Bror Öhrn, friidrottare
- Bror Östman, backhoppare

## Fiktiva
- Bror Räv
- Bror Björn
- Bror Kanin